# Quincy (Cher)
Quincy é uma comuna francesa na região administrativa do Centro, no departamento Cher. Estende-se por uma área de 18,04 km². Em 2010 a comuna tinha 877 habitantes (densidade: 48,6 hab./km²).